# Impôt seigneurial

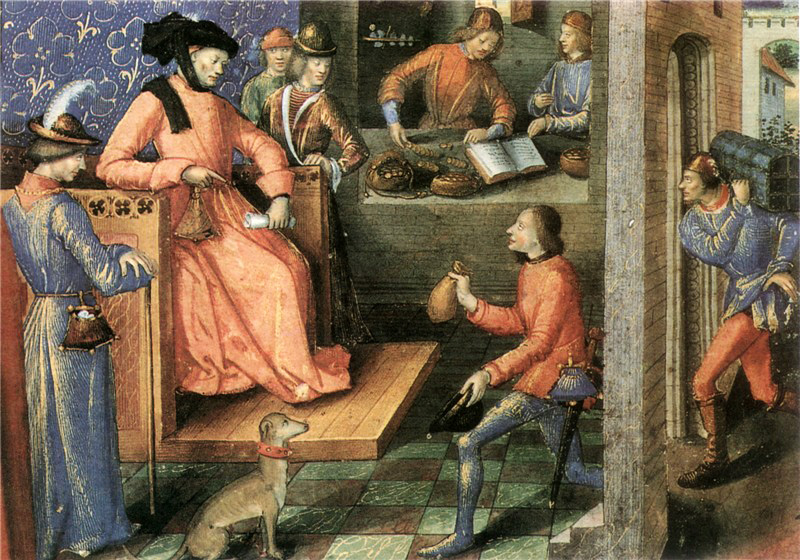
Seigneur percevant l'impôt (extrait des Traités théologiques).

L'impôt seigneurial est un ensemble de redevances et taxes prélevées par un seigneur sur les habitants de son domaine.

## Contexte historique
En Europe occidentale, au domaine médiéval du Haut Moyen Âge (Ve siècle - circa Xe siècle) succède la seigneurie. Une seigneurie est détenue par un seigneur, personnage détenteur de l'autorité bénéficiant de nombreux privilèges, qui peut être une personne physique ou une institution (ecclésiastique le plus souvent). Les seigneuries persistent en France, en Suisse et aux Pays-Bas jusqu'à la fin de l'Ancien Régime puis disparaissent graduellement dans le reste de l'Europe. Elles sont constitutives de la société féodale qui peut se définir comme un réseau de dépendances d'homme à homme, du serf jusqu'à la tête de l'état féodal, c'est-à-dire le duc ou le roi. Les seigneurs locaux assurent la protection des populations. Pour cela, ils entretiennent des châteaux et des hommes d'arme. En contrepartie, les paysans et les personnes vivant sur la terre seigneuriale  doivent s'acquitter de redevances ou taxes diverses.
À l'Époque féodale,  « propriété » n'a pas le même sens qu'aujourd'hui : sauf s'il s'agit d'un alleu souverain (« propriété entière »), les droits sur la terre s'empilent du paysan jusqu'au suzerain le plus élevé ; en Angleterre, il s'agit du roi justement appelé paramount lord, seigneur de toute la terre d'Angleterre. Avec l'amenuisement progressif des prérogatives seigneuriales, il a pu sembler à des observateurs extérieurs comme l'historienne C.B.A. Behrens qu'à la fin de l'Ancien Régime en France, le paysan était devenu le vrai propriétaire de la terre. Il ne peut en effet être évincé et ne paie qu'un cens modique. Quoi qu'il en soit, en 1789 les seigneurs, l'Église et la bourgeoisie se partageaient la « propriété » des terres de France pour environ un tiers chacun.
La situation des paysans en France est en effet bien différente de celle qui prévaut à l'Est de l'Elbe (Ostelbien) où le servage est la règle, de celle du Royaume-Uni où les paysans sont évincés (enclosures) ou de celle qui prévaut dans le Sud de l'Italie et de la Péninsule ibérique, ou en Amérique latine où s'imposent les exploitations latifundiaires aux mains de grands seigneurs. En France, en Scandinavie et dans le reste de l'Europe occidentale, la petite exploitation familiale se maintient sous un régime seigneurial considérablement affaibli par les prérogatives étatiques.

## Inventaire des principales taxes

### Redevances ordinaires liées à la détention d'une tenure

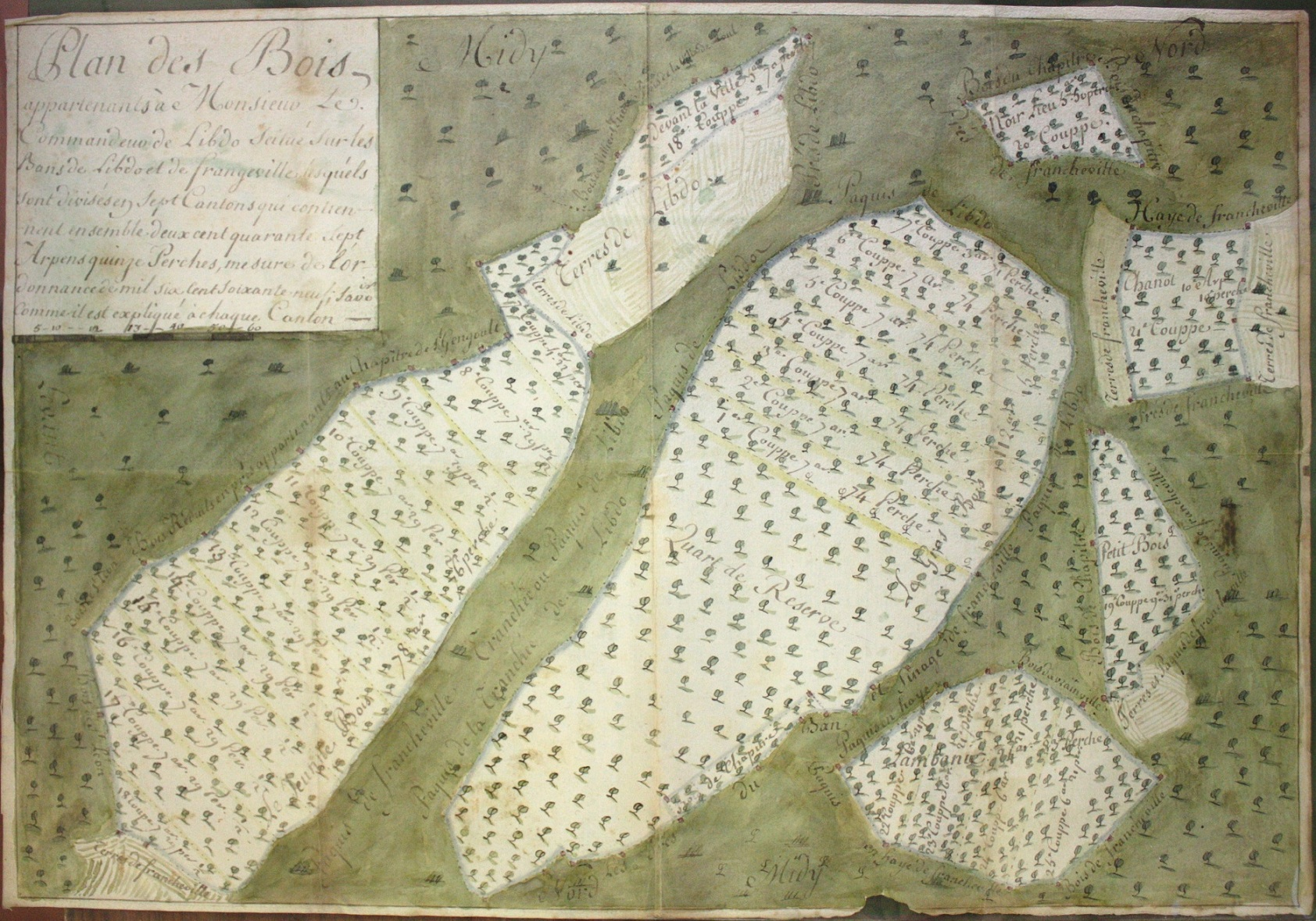
Plan terrier de la Commanderie de Libdeau, seigneurie ecclésiastique. Le plan terrier assorti du livre terrier jouait le même rôle que le cadastre moderne.

Hormis la réserve exploitée par le seigneur, les terres seigneuriales sont attribuées et cultivées par des paysans tenanciers qui peuvent être libres ou serfs. Les tenanciers doivent sur leur tenure une redevance qui n'est pas seulement un loyer mais la marque de leur dépendance :

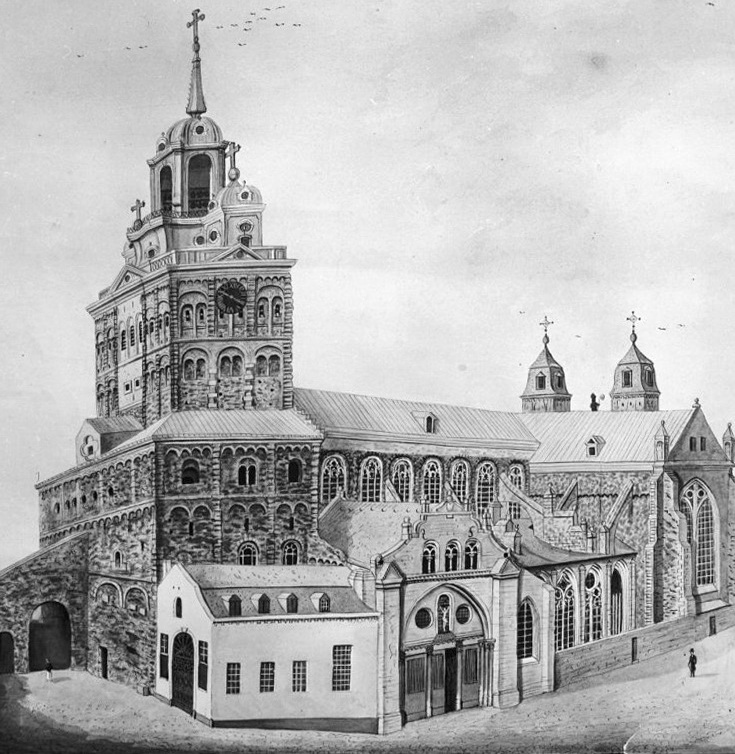
Cloître Saint-Sever à Maastricht, le grenier du cens est à gauche du grand portail. Au XVI, à Maastricht, le chapitre de Saint-Sever, comme une quinzaine d'autres institutions religieuses, prélevait le cens en nature (principalement épeautre et seigle mais les monastères appréciaient également la cire).

- Cloître Saint-Sever à Maastricht, le grenier du cens est à gauche du grand portail. Au XVIe siècle, à Maastricht, le chapitre de Saint-Sever, comme une quinzaine d'autres institutions religieuses, prélevait le cens en nature (principalement épeautre et seigle mais les monastères appréciaient également la cire).le cens : c'est une taxe fixe due par les tenanciers libres en fonction de la superficie ; il n'est jamais réévalué et est devenu symbolique à la fin de l'Ancien Régime ; il finit néanmoins par remplacer en grande partie champart et chevage ; la mise à cens des terres est une obligation pour le seigneur ; à l'origine, avec l'exploitation de la réserve, elle devait permettre au seigneur et à sa maison de vivre sans travailler et de faire face aux obligations liées à son rang, en particulier aux obligations de justice ;
- le champart : c'est une redevance due par les tenanciers libres à la place du cens ; elle est en nature ou calculée en fonction du prix de quantités de récolte préétablies (analogue en cela au métayage) ; il peut s'agir du terrage[5] ou de l'agrier pour les céréales ou les légumes, du complant pour la vigne…
- le chevage modique est dû par les serfs ; il est considéré comme une marque d'infamie.

Le cens (au sens large comprenant champart et chevage) ne doit pas être confondu avec métayage et fermage qui sont des contrats ne relevant en aucun cas du droit féodal bien qu'ils puissent profiter à certains seigneurs.
Les paysans doivent encore :

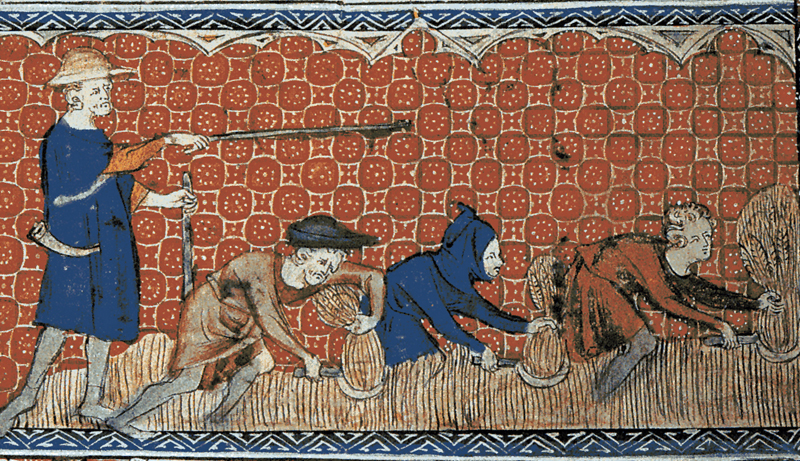
Corvée de moisson pour des serfs commandés par un ministérial.

- Corvée de moisson pour des serfs commandés par un ministérial.Les corvées : les paysans doivent rendre des services matériels au seigneur (travail dans la réserve seigneuriale, nettoyer les fosses, fabriquer et entretenir des outils, entretenir les chemins...) ; représentant plusieurs journées par semaine, et plus pour les serfs, aux époques propices, cette redevance est plus lourde pour les paysans que le cens ;
- la taille : d'abord taxe exceptionnelle prélevée par le seigneur et parfois appelée aide ou fouage, elle sera reprise au cours de l'époque féodale par le roi et deviendra permanente ; elle est généralement imposée aux roturiers par feu (foyer élargi d'où le nom de fouage) et peut être calculée selon la valeur de la tenure ; elle fait partie des droits d'aide (les autres étant payés par les vassaux) et peut être perçue dans quatre cas :
  - lorsque le seigneur est prisonnier ;
  - lorsqu'il part en Terre Sainte ou en pèlerinage ;
  - lorsqu'il arme chevalier son fils aîné ;
  - lorsqu'il marie sa fille aînée.
- les droits de banalité : c'est la taxe d'utilisation des moulins, des fours, des pressoirs et autres commodités que le seigneur a construits pour les villageois et où les paysans doivent porter leurs récoltes ; ils représentent souvent la plus grande part du revenu du seigneur malgré les frais d'investissement et d'entretien ;
- le seigneur se réserve le droit de chasse ; de plus les tenanciers doivent héberger ses chiens ou pour le moins leur fournir du son (droit de brenage)[6]. La pêche est aussi réservée au seigneur mais comme elle est peu prisée, le seigneur peut concéder des droits de pêche contre redevances (eavie)[7]. Le seigneur a également des droits sur les produits naturels (marciage : un tiers des produits naturels de la terre (carrières, tourbières, salines, mines…)[8], abeillage : droit sur les essaims et redevance sur le miel et la cire, droit de garenne, droit exclusif sur les pigeonniers[9]) ou accidentels : droit de lagan ou droit sur les épaves[10], droit d'aubaine ;
- la dîme était au départ un impôt lié à la terre et devait contribuer pour un quart aux œuvres envers les pauvres et à l'accueil des pèlerins, des malades et des blessés (hospices) ainsi qu'en principe à l'éducation[11] ; elle a pu être captée  dans de nombreux cas par le seigneur qui cependant dotait fréquemment l'église[12] et avait droit de prééminence à l'assemblée de paroisse (voir Conseil de fabrique#Ancien Régime). La dîme est en principe due également par la noblesse et la bourgeoisie mais ce principe souffre de nombreuses exceptions.

Lors des sessions de cette assemblée concernant le « général », les membres pouvaient être amenés à répartir d'autres impôts que la dîme. L'assemblée siégeait généralement sous le porche de l'église et était réputée jouir de la « bienveillance seigneuriale » ;

### Redevances commerciales
- L'afforage est un impôt sur les boissons et parfois au début de l'Époque féodale sur le sel[13] : par exemple quand un tavernier met un tonneau en perce, il doit payer une taxe au seigneur[14] ; il peut consister aussi à fixer le prix des marchandises ;
- le tonlieu ou leyde ou leude : en droit féodal, le droit de tonlieu est un impôt prélevé pour l'étalage des marchandises sur les marchés[15] ; il consiste aussi en droits de passages à l'entrée des ponts (droit de pontage), ports, marchés qui doivent être acquittés par les utilisateurs et en particulier par les étrangers.

Suivant les régions il a pu exister une multitude de redevances taxant les activités artisanales et commerciales au profit du seigneur. Les villes et les guildes s'attachèrent à obtenir l'exemption de ces taxes ou les rachetèrent (charte de franchises) ; les villes s'érigèrent en communes indépendantes du pouvoir féodal (charte communale) ; « Au lien féodal se substitue le lien communautaire ». Les «bourgeois » ne payèrent plus que peu d'impôts (les villes mirent cependant en place leur propre fiscalité, notamment l'octroi) et l'essentiel de la fiscalité d'Ancien Régime reposa sur les paysans.

### Redevances exceptionnelles
- Les dîmes sur les novales : les novales sont les terres nouvellement défrichées (essarts) et mises en valeur ; cette taxe, s'il ne s'agissait pas d'une exemption totale, était ordinairement attribuée au clergé et pouvait être assortie de l'abergement payé au seigneur ; il s'agissait généralement d'une dîme à taux réduit de façon à encourager les défrichements[17] ;
- L'indire : c'est le droit accordé au seigneur de doubler les taxes dans certains cas particuliers.

- L'utilisation des prés, étangs et bois de la réserve seigneuriale est parfois soumise à redevance : droit de pêche, droit de panage pour les porcs, droit de pacage, droit d'affouage…
- Le droit d'entrage était payé au seigneur lors de la prise à cens d'une terre.

Par ailleurs, certains paysans sont des serfs, c'est-à-dire des paysans attachés à la seigneurie ; Ils ne peuvent pas la quitter ; ils sont redevables de taxes particulières :
- la mainmorte : si un serf meurt, la majeure partie de son héritage revient à son seigneur ; le privilège de meilleur catel était plus limité ;
- le formariage : si deux serfs de deux seigneuries différentes veulent s'épouser, ils doivent s'en acquitter auprès de leur seigneur respectif ;
- la forfuyance : somme à payer pour pouvoir quitter la seigneurie.

### Redevances militaires
- Droit de guet et de garde du par chaque feu roturier (À l'Époque féodale les seigneurs, jusqu'à l'arrière-ban, sont concernés par le ban. Sous l'Ancien Régime les nobles rendent au roi l'impôt du sang).

### Rentes et rentes-fiefs
Une rente peut être constituée lors du passage d'un alleu dans la dépendance d'un seigneur, de la cession de terre entre seigneurs, du rachat d'un équipement banal par les paysans, d'un port par une ville… Ces rentes étaient négociées. Les rentes-fiefs concernent les vassaux et peuvent être constitutives d'une seigneurie. Ces systèmes étaient plus développés aux Pays-Bas.

### Redevances des vassaux
Le vassal devait répondre à l'appel du ban en fournissant un nombre prédéterminé de chevaliers équipés et accompagnés de leur piétaille. Il peut être redevable de rentes pour des terres ou des faveurs accordées. Il doit payer des aides seigneuriales (queste en Provence) circonstancielles à son suzerain dans les cas prévus par la coutume (comme dans le cas de la taille seigneuriale). Cependant ces aides ne sont dues au suzerain que s'il est noble.
Des redevances à forte valeur symbolique pouvaient être exigées des vassaux : ainsi la seigneurie du Bois-Chapeleau (La Chapelle-Thireuil) aurait été redevable annuellement d'un chapeau orné de roses à son suzerain, les seigneuries de Vouvant et de Mervent. Ailleurs, il pouvait être convenu de livraisons d'oiseaux de prestige tels que paons, cygnes ou chapons …

### Autres redevances reprises par le roi ou dues à l'Église et prélèvements communautaires

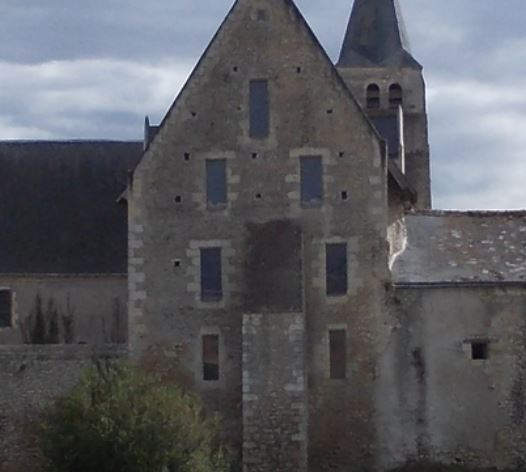
Grange dîmière du Prieuré du Louroux, seigneurie ecclésiastique et par ailleurs décimateur.

Néanmoins, le seigneur local n'est pas seul à demander tribut :
- la dîme : elle est due à l'Église mais peut être captée par le seigneur, éventuellement de plein droit[22] ; cette lourde redevance due par les paysans et les artisans et qui rapporte plus que la taille royale ne doit pas être confondue avec les taxes perçues par une institution ecclésiastique en tant que seigneur sur sa terre[23] ; en Suisse les frais de fonctionnement de l'église et la collecte de la dîme incombaient régulièrement au seigneur (droit de patronage)[24] ;
- la taille est prélevée par le roi sous l'Ancien Régime ; la capitation apparue en 1695 touchait tous les chefs de famille y compris nobles sauf les pauvres avant d'être rattachée à la taille ; la taille pouvait être grevée d'accessoires comme le taillon ;
- Le fouage était au départ un impôt seigneurial touchant les feux roturiers peu distinguable de la taille, il est repris occasionnellement par les parlements de provinces ou le roi ; les pauvres en sont généralement exemptés par les assemblées paroissiales ;
- la gabelle du sel est instituée au profit du roi à l'occasion de la Guerre de Cent-Ans ; elle varie considérablement selon les régions (Histoire du sel) et a pu remplacer localement l'affeurage du sel ;
- tous les membres de la communauté villageoise bénéficient de la possibilité de prélèvements imposés aux paysans[25] :
  - vaine pâture : droit de mener ses animaux sur les jachères ou les cultures après la récolte ; il contribue néanmoins à leur entretien et à la fumure ;
  - chaumage : droit de récolter les chaumes après la récolte, c'est la raison principale de la moisson à la faucille ; il est particulièrement important pour l'habitat (chaumière) ;
  - glanage : droit de récolter les épis à terre après la moisson ;
  - grapillage : droit de récolter les grappes restantes après la vendange[1].

Ces derniers droits concernent le seigneur à la fois comme prestataire (sur ses propres terres) et comme bénéficiaire : il peut, par exemple, emmener ses animaux sur la vaine pature et certains en abusent. Ils seront limités par le développement du bocage et des renclôtures.

### Fermage et Métayage
Sous l'Ancien Régime certains paysans toujours plus nombreux sont des fermiers ou des métayers. Il s'agit d'exploitations de grande ou moyenne surface parfois tenues par des descendants de la noblesse (cas de dérogeance) ou de la bourgeoisie. Ces paysans ne sont pas astreints aux redevances seigneuriales ; l'exploitant paie un bail au propriétaire qui doit régler les impôts royaux et les répercute éventuellement dans le prix du bail ; parmi ces propriétaires on trouve soit d'anciennes seigneuries ecclésiastiques dont les terres sont vastes ou d'anciennes petites seigneuries laïques qui ne souhaitent plus gérer leur terre ou n'ont plus les moyens humains de le faire, soit les bourgeois qui les ont rachetées.

## Perception des taxes
Au Moyen-Âge, les taxes seigneuriales sont prélevées par un ministérial particulier au service du seigneur : le prévôt ou le maire dans le cas des institutions religieuses. Vers 1300, le contrôle royal s'étend progressivement, les prévôts sont contrôlés par le bailli ou le sénéchal, fonctionnaire royal. Dans les grands domaines le prévôt est assisté de lieutenants de prévôté. Les prévôts passent ensuite au service du roi, le rôle des baillis étant réorienté vers la justice. En Angleterre les shérifs jouent le rôle du prévôt royal mais ils sont imposés aux seigneurs dès la conquête normande.

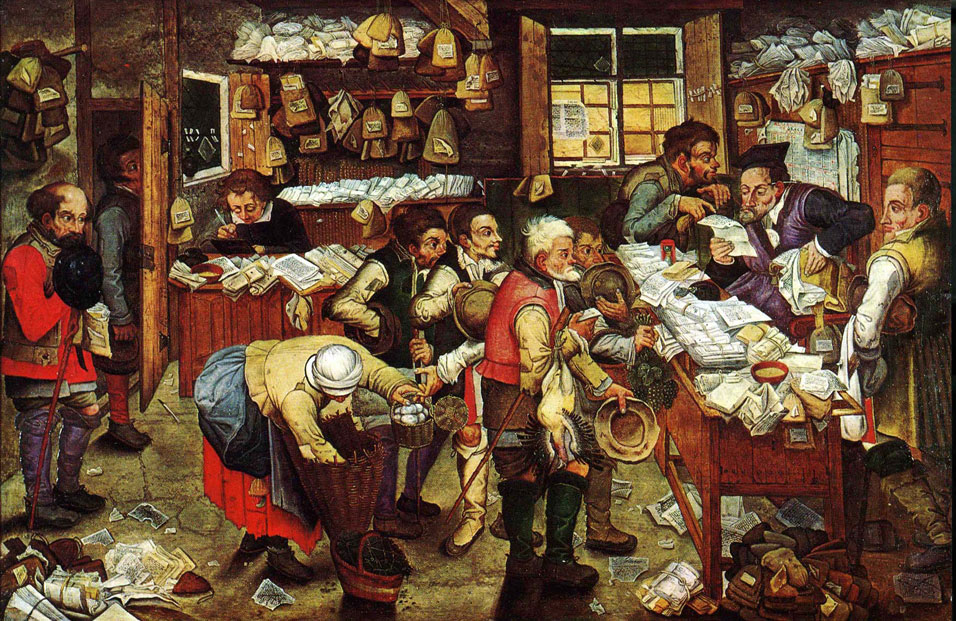
Le percepteur, Pieter Brueghel le jeune, 1620-1640.

Sous l'Ancien Régime, les prévôts achètent leur charge (système de l'affermage).
Voir aussi Vogt et Landgrave pour les pays germaniques.

## Suppression des droits seigneuriaux
La Révolution française met fin à l'impôt seigneurial. Cependant, la majorité des impôts seigneuriaux est maintenue[réf. souhaitée] mais sous des formes différentes.
Voir aussi Droit féodal#Suppression et maintien des droits féodaux.